# Guden vitéz végrendelete
Guden vitéz végrendelete a magyarországi írásbeliség egyik legfontosabb darabja.

## Története

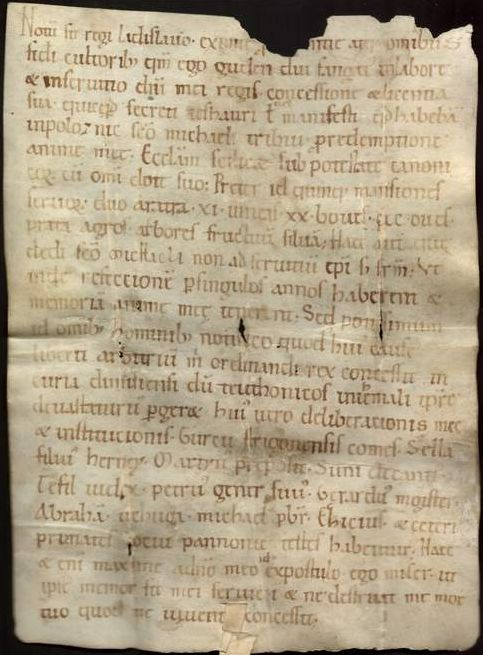
Guden vitéz végrendelete (Veszprémi Levéltár)

Az 1055-ben kelt tihanyi alapítólevél után a magyarországi írásbeliség legrégebbi, eredetiben fennmaradt darabja a Guden vitéz végrendelete, melyet, Guden vitéz okleveleként is emlegetnek. A levél keletkezése arra az időszakra tehető, amikor Szent László IV. Henrik csapatainak kiverésére készült.
Veszprémben az egyházmegye alapításától kezdve őriznek okleveleket. A magánoklevélben Guden, László király vitéze Paloznakon fekvő javait királyi engedéllyel a veszprémi egyházra hagyja.
Tudja meg a kiváló gondosságú László király és a hit minden követője, hogy én, Guden, aki sokáig fáradtam uramnak, a királynak szolgálatában és munkájában, hogy az ő engedelmével és beleegyezésével lelkem váltságára Szent Mihálynak adtam minden tudott vagy elrejtett kincsemet, amim csak Paloznakon volt, tudniillik egy egyházat, minden javával a kanonokok hatalma alá, ezenkívül öt mansio szolgát, két ekét, tizenegy szőlőt, húsz ökröt, háromszáz juhot, réteket, szántókat, gyümölcsfákat, erdőt. Ezt, amit Szent Mihálynak adtam, nem a püspök, hanem a kanonokok szolgálatára adtam, hogy ebből évente felüdülésük legyen, és lelkemről megemlékezzenek. De főként azt hozom minden ember tudomására, hogy a király ebben az ügyben szabad rendelkezést engedélyezett nekem a dömösi kúriában, amikor télidőben a németek megsemmisítésére készült. Ennek az elhatározásomnak és intézkedésemnek tanúi Gurcu esztergomi ispán, Erneus fia Szella, Márton prépost, Suni dékán, Tefil bíró, Péter a veje, Gellért mester, Ábrahám, Uchuga, Mihály pap, Ezicius és egész Magyarország többi előkelői. Én, szegény, főként azt kérem az én uramtól, hogy emlékezzék meg szolgálatomról, és halálom után ne semmisítse meg azt, amit életemben megengedett.
Az adomány Szent Mihálynak szól, mert az volt a gyakorlat, hogy nem az egyháznak közvetlenül, hanem az egyház védőszentjének szánták. Az oklevél külön kiemeli, hogy nem a püspöknek, hanem a kanonokok hatalma alá adja a birtokokat, és az is kiderül, hogy ennek fejében a kanonokok az adományozó lelki üdvéért imádkoznak. Az oklevél tanúsága szerint a 11. század végén már a magyar püspökök mellett is működött egy szervezet, a kanonokokból álló székeskáptalan. A káptalan tagjai a püspök vagy érsek tanácsadói, munkatársai voltak, és egyben a székesegyház papjai is.